# Elecciones presidenciales de Argentina de 1910
Las elecciones presidenciales de Argentina de 1910 se llevaron a cabo para elegir al presidente de la República Argentina, que debía suceder a José Figueroa Alcorta. Resultó elegido Roque Sáenz Peña, miembro de la línea modernista del Partido Autonomista Nacional, partido que venía gobernando ininterrumpidamente el país desde 1876, sin alternancia y bajo un virtual régimen de partido único. Fueron las últimas elecciones de la llamada «república conservadora» o «república oligárquica». Sáenz Peña realizó una reforma que cambió de raíz el régimen electoral, democratizando el sistema político. Murió en 1914 y fue sucedido en la Presidencia por el vicepresidente Victorino de la Plaza.
Las elecciones de 1910 fueron las últimas en realizarse bajo el régimen de «voto cantado», caracterizado históricamente por el fraude electoral masivo, la violencia en los comicios, el voto venal (pago) y la baja participación, sin que se permitiera votar ni ser elegidas a las mujeres. Solo concurrió a votar el 2,8% de la población. La Constitución establecía que la elección del presidente y vicepresidente debía realizarse en forma indirecta y por separado, delegando la elección final de cada uno, en colegios electorales provinciales integrados por representantes elegidos en la elección primaria, por el sistema de lista completa, siendo electos todos los candidatos más votados, en cada distrito electoral.
Por entonces se venía debilitando la línea roquista del Partido Autonomista Nacional (PAN), que había monopolizado la política argentina en las anteriores cuatro décadas. Los sectores antirroquistas, dentro y fuera del PAN, apoyados por el presidente Figueroa Alcorta, confluyeron en un partido transversal creado en 1909, la Unión Nacional (integrado por conservadores, liberales, modernistas, nacionalistas, radicales y católicos), que promovió la candidatura presidencial de Roque Sáenz Peña y logró un apoyo generalizado.
Sáenz Peña triunfó en todos los distritos del país. En 1910 la República Argentina estaba constituida por quince distritos electorales (14 provincias y la Ciudad de Buenos Aires), en los que la población tenía derecho a voto, mientras una gran parte del territorio estaba organizada en diez «territorios nacionales», donde la población no tenía derecho a voto.

## Antecedentes y consecuencias
La muerte del Presidente Manuel Quintana en 1906 fue el principio del fin del régimen político instaurado por Nicolás Avellaneda en 1874, en el que el sufragio era público o "cantado", garantizando la preponderancia del Partido Autonomista Nacional. La oposición moderada dentro del propio partido acabó erosionando su mayoría legislativa. En pocos meses, tanto Bartolomé Mitre como Carlos Pellegrini habían muerto también. El presidente José Figueroa Alcorta ya había desafiado a Roca mediante la firma de la ley de derecho laboral del congresista Alfredo Palacios en 1909. Ese mismo año, dio la estocada final al régimen nominando candidato del partido al líder reformista Roque Sáenz Peña.
Otros conservadores prominentes, como el editor de La Nación Emilio Mitre y el gobernador de Buenos Aires Marcelino Ugarte presentaron candidaturas simbólicas. Sáenz Peña, que era el embajador en Italia y no hizo campaña, fue elegido casi por unanimidad. Inmediatamente inició las negociaciones con el exiliado líder de la Unión Cívica Radical, Hipólito Yrigoyen, que se encontraba en Roma, para instaurar un régimen democrático en el país, teniendo que luchar contra un congreso aún conservador. El 10 de febrero de 1912, fue aprobada por estrecho margen la Ley 8.871 (conocida como Ley Sáenz Peña) que garantizaba el sufragio universal masculino, secreto y obligatorio, poniendo fin al régimen del PAN.

## Candidaturas

### Unión Nacional
|                                                   |                                                       |
|                                                   |                                                       |
| Roque Sáenz Peña                                  | Victorino de la Plaza                                 |
| para presidente                                   | para vicepresidente                                   |
| {{{descripción}}}                                 | {{{descripción}}}                                     |
| Diputado nacional por Capital Federal (1906-1907) | Ministro de Relaciones Exteriores y Culto (1908-1910) |
| Candidatura apoyada por: - Unión Cívica Radical   |                                                       |

### Partido Liberal de Corrientes
| Partido Liberal de Corrientes                |                                      |
| Adolfo Contte                                | Valentín Virasoro                    |
| para presidente                              | para vicepresidente                  |
| {{{descripción}}}                            | {{{descripción}}}                    |
| Diputado Nacional por Corrientes (1896-1900) | Gobernador de Corrientes (1893-1897) |

## Resultados del Colegio Electoral
Los colegios electorales se reunieron el 12 de junio de 1910, en cada una de las capitales provinciales y en la Ciudad de Buenos Aires. El 21 de julio de 1910 la Asamblea Legislativa, la Cámara de Diputados y el Senado, dio la aprobación definitiva de las elecciones.
| Candidato a Presidente | Candidato a Presidente | Partido                       | Votos Electorales |
| ---------------------- | ---------------------- | ----------------------------- | ----------------- |
|                        | Roque Sáenz Peña       | Unión Nacional                | 265               |
|                        | Adolfo Contte          | Partido Liberal de Corrientes | 1                 |
| Total de votos         | Total de votos         | Total de votos                | 266               |
| No votaron             | No votaron             | No votaron                    | 34                |
| Total de electores     | Total de electores     | Total de electores            | 300               |

| Candidato a Vicepresidente | Candidato a Vicepresidente | Partido                       | Votos Electorales |
| -------------------------- | -------------------------- | ----------------------------- | ----------------- |
|                            | Victorino de la Plaza      | Unión Nacional                | 262               |
|                            | Indalecio Gómez            | Independiente                 | 2                 |
|                            | Manuel María de Iriondo    | Independiente                 | 1                 |
|                            | Valentín Virasoro          | Partido Liberal de Corrientes | 1                 |
| Total de votos             | Total de votos             | Total de votos                | 266               |
| No votaron                 | No votaron                 | No votaron                    | 34                |
| Total de electores         | Total de electores         | Total de electores            | 300               |

### Resultados por provincia
| Provincia           | Presidente | Presidente |             | Vicepresidente | Vicepresidente | Vicepresidente | Vicepresidente |  | No votaron |
| Provincia           | Sáenz Peña | Contte     | de la Plaza | Gómez          | de Iriondo     | Virasoro       |                |  | No votaron |
| ------------------- | ---------- | ---------- | ----------- | -------------- | -------------- | -------------- | -------------- |  | ---------- |
| Buenos Aires        | 49         |            |             | 49             |                |                |                |  | 11         |
| Capital Federal     | 41         |            | 41          |                |                |                | 3              |  |            |
| Catamarca           | 9          |            | 9           |                |                |                | 1              |  |            |
| Córdoba             | 24         |            | 21          | 2              | 1              |                | 2              |  |            |
| Corrientes          | 16         | 1          | 16          |                |                | 1              | 1              |  |            |
| Entre Ríos          | 19         |            | 19          |                |                |                | 3              |  |            |
| Jujuy               | 6          |            | 6           |                |                |                | 2              |  |            |
| La Rioja            | 7          |            | 7           |                |                |                | 1              |  |            |
| Mendoza             | 12         |            | 12          |                |                |                |                |  |            |
| Salta               | 12         |            | 12          |                |                |                |                |  |            |
| San Juan            | 10         |            | 10          |                |                |                |                |  |            |
| San Luis            | 10         |            | 10          |                |                |                |                |  |            |
| Santa Fe            | 25         |            | 25          |                |                |                | 3              |  |            |
| Santiago del Estero | 9          |            | 9           |                |                |                | 5              |  |            |
| Tucumán             | 16         |            | 16          |                |                |                | 2              |  |            |
| Total               | 265        | 1          |             | 262            | 2              | 1              | 1              |  | 34         |